# Arquitectura industrial catalana
L'arquitectura industrial catalana es refereix al concepte d'arqueologia industrial que es va utilitzar per primera vegada a la dècada de 1950 per historiadors anglesos. Sota aquest epígraf s'estudien les empremtes del passat tecnològic i productiu des de la Revolució Industrial.
El modernisme català sorgeix com a resultat del creixement de la indústria, la maquinària, el proletariat industrial i el catalanisme. A principis del segle XX Walter Gropius va visitar Josep Puig i Cadafalch i quedà impressionat per l'avançat estat del disseny industrial català. L'arquitectura industrial s'ensenya com a assignatura des de 1909 a l'Escola d'Enginyers Industrials de Barcelona. L'edifici Myrurgia de 1928-1930, obra d'Antoni Puig i Gairalt és un exemple d'influència del racionalisme arquitectònic.
Les colònies industrials representaren no només l'aplicació dels principis arquitectònics de l'època sinó també de l'habitatge social.
A partir de la declaració de Barcelona com a seu dels Jocs Olímpics de 1992 es va destruir gran part de l'arquitectura industrial catalana que es trobava al barri del Poblenou, però també va significar que abans de derruir aquesta zona es fessin estudis detallats del patrimoni i que, gràcies a la pressió popular es salvessin edificis com el tèxtil de Can Ricart dissenyat per Josep Oriol i Bernadet, i Josep Fontseré i Mestres i construït entre 1853 i 1870 i declarat Bé Cultural d'Interès Nacional. A Barcelona Can Ricart és un dels tres grans edificis industrials del segle xix junt amb Can Batlló del carrer Urgell i Can Batlló de la Bordeta